# Thalassocypria gesinae
Thalassocypria gesinae är en kräftdjursart som beskrevs av Dietmar Keyser 1975. Thalassocypria gesinae ingår i släktet Thalassocypria och familjen Candonidae. Inga underarter finns listade i Catalogue of Life.